# 2023年限制法案
《限制法案》( S. 686 （页面存档备份，存于） )是一项于2023年3月7日首次在美国参议院提出的拟议立法。
该法案由参议员马克·沃纳提出，建议赋予商务部长审查涉及某些信息和通信技术或服务的商业交易的权力，当这些交易与美国的“外国敌对势力”有关，并对美国及其公民的国家安全构成“不适当且不可接受的风险”。

## 概述
限制法案被描述为“解决基于技术的威胁美国国家安全的系统框架”。  它授权商务部长审查某些提供“信息和通信技术产品或服务”（ICTS）的外国实体的交易，以识别、调查和减轻对美国国家安全或美国公民的“不当和不可接受的”风险。这包括但不限于：
- 对国家关键基础设施和数字经济的影响，
- 美国信息和通信技术产品或服务的“破坏或颠覆”
- 干预和操纵联邦选举
- 破坏民主进程以“引导政策和监管决策有利于外国对手的战略目标，从而损害美国的国家安全”。

该法案适用于整个或部分由被该法案认定为美国“外国敌对势力”的国家或政府持有（或以其他方式受其管辖）的信息和通信技术实体，并且在美国有超过100万活跃用户或销量。该法案的初始文本将中国（包括香港和澳门特别行政区）、古巴、伊朗、俄罗斯和委内瑞拉的尼古拉斯·马杜罗政权列为外国敌对势力。
根据《限制法案》，任何人违反法案下发布的任何命令或减轻措施都是非法的。民事处罚最高可达25万美元，或者“违反的交易的基础金额的两倍，以较高者为准”。刑事处罚最高可达100万美元，且最高可判处20年有期徒刑。

## 評價
虽然其发起人马克·沃纳并未提及具体名称，但《限制法案》被视为一种潜在的限制或禁止中国拥有的视频分享公司TikTok在美国开展业务的手段。
法案声明，不得“故意或协助、教唆、建议、指令、诱导、获得、允许或批准进行任何违反其下发布命令的行为”。一些媒体认为，该法案的范围足够广泛，以至于涵盖终端用户——例如，将使用VPN服务访问根据该法案在美国被禁止开展业务的服务视为犯罪行为。沃纳办公室表示，该法案旨在打击在美国从事“破坏或颠覆”通信技术的公司实体（例如损害“关键基础设施”或篡改联邦选举），并不一定针对终端用户，同时对于关于可能超出法案表述用途的批评没有发表评论。